# David Serero (chanteur)
Pour les articles homonymes, voir David Serero et Serero.
David Serero, né le 22 avril 1981 à Paris, est un chanteur d'opéra et acteur franco-Marocain, réalisateur et producteur.

## Biographie

### Enfance
David Serero grandit à Chelles (Seine-et-Marne). Son père est originaire de Fès (Maroc). Après des études au collège Pierre-Weczerka, il débute dans la comédie musicale.

## Carrière
En 2006, il chante Escamillo dans Carmen à l'Opéra de Brașov en Roumanie, suivi en 2007 des rôles des quatre diables dans Les Contes d'Hoffmann. La même année, il fait ses débuts aux États-Unis, à Harrisburg, dans les rôles d'Alfio de Cavalleria rusticana et Tonio de Pagliacci.
En 2008, il interprète à nouveau Escamillo au Livermore Valley Opera de San Francisco et le Dr Malatesta avec l'Orchestre philharmonique du Centre. La même année, il participe en Hongrie au concours international Operalia, fondé et dirigé par le ténor Plácido Domingo.
En 2010, David Serero fonde et dirige L’Opéra du Ranelagh au théâtre Le Ranelagh où il donne un concert avec le pianiste Cyprien Katsaris, ainsi qu'un festival d’opéra au casino de Deauville. Michel Drucker l'invite dans Les Talents de Demain sur Europe 1.
Il donne un concert à l'hôtel de Soubise pour la fête de la musique dans le cadre du festival « Jeunes Talents ». Il donne deux concerts avec la chanteuse Zarina Maliti dans le Vladikavkaz (Russie),. Il chante les rôles du général Boum La Grande-duchesse de Gérolstein et du vice-roi dans La Périchole d'Offenbach, puis Zapata dans Le Chanteur de Mexico pour le cinquantenaire de sa création, lors du festival d’opérette de Nice en 2011.
En mai 2011, il donne un concert à la Salle Moliere de Lyon et en juillet 2011, il interprète le rôle principal du premier opéra en hébreu The Dybbuk lors du festival Kfar Bulm en Israël. En septembre 2011, il donne un concert à la synagogue Nazareth à Paris pour la Journée européenne de la culture juive.
En mai 2013, il chante la Marseillaise devant l'ancien président Nicolas Sarkozy lors de sa venue à Netanya, hymne qu'il interprète à nouveau le 14 juillet devant le président Shimon Peres à l'Ambassade de France de Tel Aviv et donne un concert à l'Hôpital Hadassah de Jérusalem pour des enfants palestiniens et israéliens,.
En 2015 et 2016, il joue à New York les rôles titres de Shylock (Marchand de Venise), et les rôles titres d'Othello, Nabucco ainsi que Rigoletto et Don Giovanni au Carnegie Hall. Cette même année, il fait son entrée dans le Who's Who America,.
Il est le producteur du Festival du Film Sépharade de New York depuis 2015. Il fonde, dirige et produit l'American Sephardi Music Festival depuis 2017,.
En 2018, il interprète à New York les rôles titres de Cyrano de Bergerac, Don Giovanni, Le Roi Lear (Yiddish King Lear de Jacob Gordin) et Napoleon de Stanley Kubrick. En 2019, il reprend à New York les rôles titres de Nabucco, Roméo (Roméo et Juliette) et Figaro (Les Noces de Figaro),,. Cette même année, il produit, co-écrit et met en scène avec la cinéaste Lisa Azuelos la comédie musicale Lost in the Disco sur Off-Broadway à New York. Il met en scène et produit la premiere américaine de la comédie musicale Anne Frank, a Musical, composée par Jean-Pierre Hadida, à New York, où il interprète également le role d'Otto Frank.
En 2019, il est honoré par la Royal Air Maroc comme l'un des quinze marocains les plus influents du monde, et reçoit le Albert Nelson Marquis Lifetime Achievement Award 2019.
En 2020, il reçoit le Trophée de la Diversité par l'Unesco à Paris,. Cette même année, il remporte 3 BroadwayWorld Awards 2020 pour Meilleur Interprète de la décennie, Meilleur Producteur d'une Comédie Musicale (Anne Frank, a Musical composé par Jean-Pierre Hadida), Meilleur Producteur d'une Piece de Theatre (Romeo et Juliette dans une adaptation juive de David Serero),.
En 2021, Le Maire de New York, Bill de Blasio, le récompense avec le Prix de Reconnaissance de Ville de New York pour sa contribution au secteur culturel et artistique,,. Il reçoit l'Award de Meilleur Arrangeur et Producteur aux Palm Beach International Music Awards. Il reçoit 6 nominations aux 1er tour de vote des Grammy Awards FYC dans 4 catégories dont celles de Producer of the Year (Non-Classical), Best Musical Theater Album (pour "Anne Frank, a Musical" et "Scarface, the Al Capone Musical"), Best Spoken Word Album (pour "I, Napoleon"), Best Engineered Album (pour "Scarface"),,,.
Il réalise et produit un documentaire sur le créateur de mode américain Elie Tahari,. Le film remporte plusieurs Prix dont London Fashion Film Festival (Best Fashion Documentary), Moscow International Design Film Festival (Jury Award), China Beijing Film Festival (Best Documentary Producer Award), Hollywood International Golden Film Award (Best Director Award), American Filmatic Arts Awards (Grand Jury Award Documentary Feature), Impact Docs (Award of Merit 2021), FFTG Awards (Best Fashion Film), Cinema of the World (Award for Best Documentary, Best Director), Berlin Independent Film Festival (Best Director for a Documentary Award), Eastern Europe Movie Awards (Best Producer Award, Best Director Award, Best Feature Documentary Award), The Cinematic Arts Redemptive Entertainment (CARE) Awards (Best First Time Director Award), et autres. Le film reçu également près d'une centaine de sélections en festivals à travers le monde dont Chelsea Film Festival (New York), Palm Beach Jewish Film Festival, San Antonio Jewish Film Festival, Miami Jewish Film Festival, The Los Angeles Fashion Film Festival, Dubai Independent Film Festival, Long Beach International Film Festival, DOCUTAH Film Festival, The Boca Raton Jewish Film Festival, Iran Film Festival.
Il crée le Festival Napoleon à Paris, en partenariat avec la Mairie de Paris, ainsi que le Prix d'Honneur du Festival qui est remis à Christian Clavier, Jean Tulard, Thierry Lentz, David Chanteranne, et Jean-Pierre Osenat,,.
En 2022, il adapte en anglais la comédie musicale Les Dix Commandements, qu’il met en scène à New York et dans laquelle il interprète le rôle de Moïse.
Il est fait Citoyen d'Honneur de la Ville de Chelles et reçoit la Médaille de la Ville par le Maire Brice Rebaste dans du concert des Journées Européennes du Patrimoine.
Il est le fondateur et directeur artistique de l'Opéra Royal du Maroc, première compagnie d'opéra du Royaume. Le gala inaugural historique a eu lieu le 30 novembre 2022 à Casablanca,,. La création de l'Opéra Royal du Maroc fait également l'objet d'un film documentaire.

### Engagement
David Serero participe et organise divers concerts et galas dans le monde entier avec pour but de récolter des fonds pour des organisations à but humanitaire dont l'UNICEF.
Engagé dans la cause Hadassah, il est nommé en 2011 président de « Young Hadassah France ».
Le 21 mai 2011, il se produit au palais des congrès de Paris au profit de l'association « Haïti debout ».
David Serero est le fondateur des Talents interdits (Forbidden Talents), qui veut a pour but de promouvoir les œuvres d'artistes interdits par le régime nazi, parmi lesquels Kurt Weill, Viktor Ullmann, Alexander von Zemlinsky, etc. Il a en particulier donné un concert pour le cinquantenaire de la mort du compositeur tchèque Bohuslav Martinů avec le soutien de la fondation Martinu à Prague.
Collectionneur d'art, il publie en 2014 un premier livre de sa collection de photos de cinéma d'acteurs américains et français, exposée à Paris en janvier 2015.
En 2019, il offre au Musée du Judaisme Marocain une partie de sa collection d'art Judaica marocain, qui est considérée comme la plus grande donation jamais offerte à un musée marocain et reçoit un Trophée pour sa contribution à la culture marocaine,.

## Théâtre

### Opéras
- Carmen (2006 et 2008)
- Les Contes d'Hoffmann (2007)
- Cavalleria rusticana (2007)
- Pagliacci (2007)
- Les Pêcheurs de perles (2008)
- Don Pasquale (2008)
- Lucia di Lammermoor (2009)
- The Dybbuk (2011)
- Nabucco (2016, 2019)
- Rigoletto (2016)
- Don Giovanni (2016, 2018)
- Les Noces de Figaro (2019)
- La Grande-duchesse de Gérolstein (2010)
- La Périchole (2010)
- Le Chanteur de Mexico (2011)
- Andalousie (2012)

### Comédies musicales
- La Petite Sirène (2010)
- L'Homme de La Mancha (2012)
- Beggar's Holiday (2012)
- You Are Not Alone, avec Jermaine Jackson (2013)
- The Jackie Mason Musical (2014)
- Truffles, a Murder Mystery Musical (2014-2016)
- Xmas for Jews! a Comic Jewish Tragedy (2014)
- Queen Esther's Dilemma (2018)
- Anne Frank, a Musical (2019)
- Lost in the Disco (2019)

### Autres
- Le Marchand de Venise (2015, 2016)
- La Mégère apprivoisée (2015)
- Proust & Joyce (2015)
- Le Roi Jean (2015)
- Richard III (2015)
- Othello (2016)
- Le Juif de Malte (2017)
- The Yiddish King Lear (en) (2018)
- Cyrano de Bergerac (2018)
- Napoléon de Stanley Kubrick (2018)[63]
- Roméo et Juliette (2019)

## Filmographie

### Cinéma
- 2015 : L'Échappée belle : Le crooner italien
- 2015 : Nous trois ou rien : l'espion iranien
- 2023 : L'île rouge : Mr Guedj

## Discographie
- David Serero: Live Jewish Music in Paris (2011)
- Live in Paris, avec Cyprien Katsaris (2012)
- L'Homme de la Mancha (2012)
- Beggar's Holiday (2012)
- I Wish You Love, avec Jermaine Jackson (2012)
- All I Care About Is Love (2013)
- You Are Not Alone, the Musical Live avec Jermaine Jackson (2014)
- The Broadway Baritone, Volume 1 (2014)
- Lettres d'amour de Napoléon à Josephine (2014)
- The Crooner Baritone, the Frank Sinatra Classics (2014)
- Scarface, the Musical (2014)
- David Serero chante Luis Mariano Jazz version! (2015)
- Richard III de Shakespeare en français (2015)
- Sephardi (2015)
- Habanera, avec le beatboxer Mythe Box (2015)
- All My Love Is for You (2015)
- Othello de Shakespeare (2016)
- Baritone Opera Arias (2017)
- The Jew of Malta (2018)
- The Yiddish King Lear (2018)
- Queen Esther's Dilemma (2018)
- Napoleon by Stanley Kubrick (2018)
- Cyrano de Bergerac: Live from Off-Broadway (2018)
- I, Napoleon (2020)
- Poésie Juive Andalouse (2020)
- Romeo and Juliet in a jewish adaptation: Live from Off-Broadway (2020)
- Don Giovanni: Live from Off-Broadway (2020)
- Cyrano de Bergerac: Studio Cast Album (2020)
- Le Journal d'un fou de Nicolas Gogol (2020)
- Les Grands Discours de Guerre de Napoleon Bonaparte (2020)
- Les Citations de Leonard de Vinci (2020)
- Le Livre d'Esther (2020)
- Anthologie de la Poésie Arabe, des origines à nos jours (2020)
- Anne Frank, a Musical: Live from Off-Broadway (2020)
- I, Beethoven (2020)
- I, Marie Antoinette (2020)
- I, Napoleon Bonaparte (2020)
- Scarface, The Al Capone Musical: Studio Cast Album (2021)
- Anne Frank, a Musical: Studio Cast Album (2021)